# Hüttenhohl

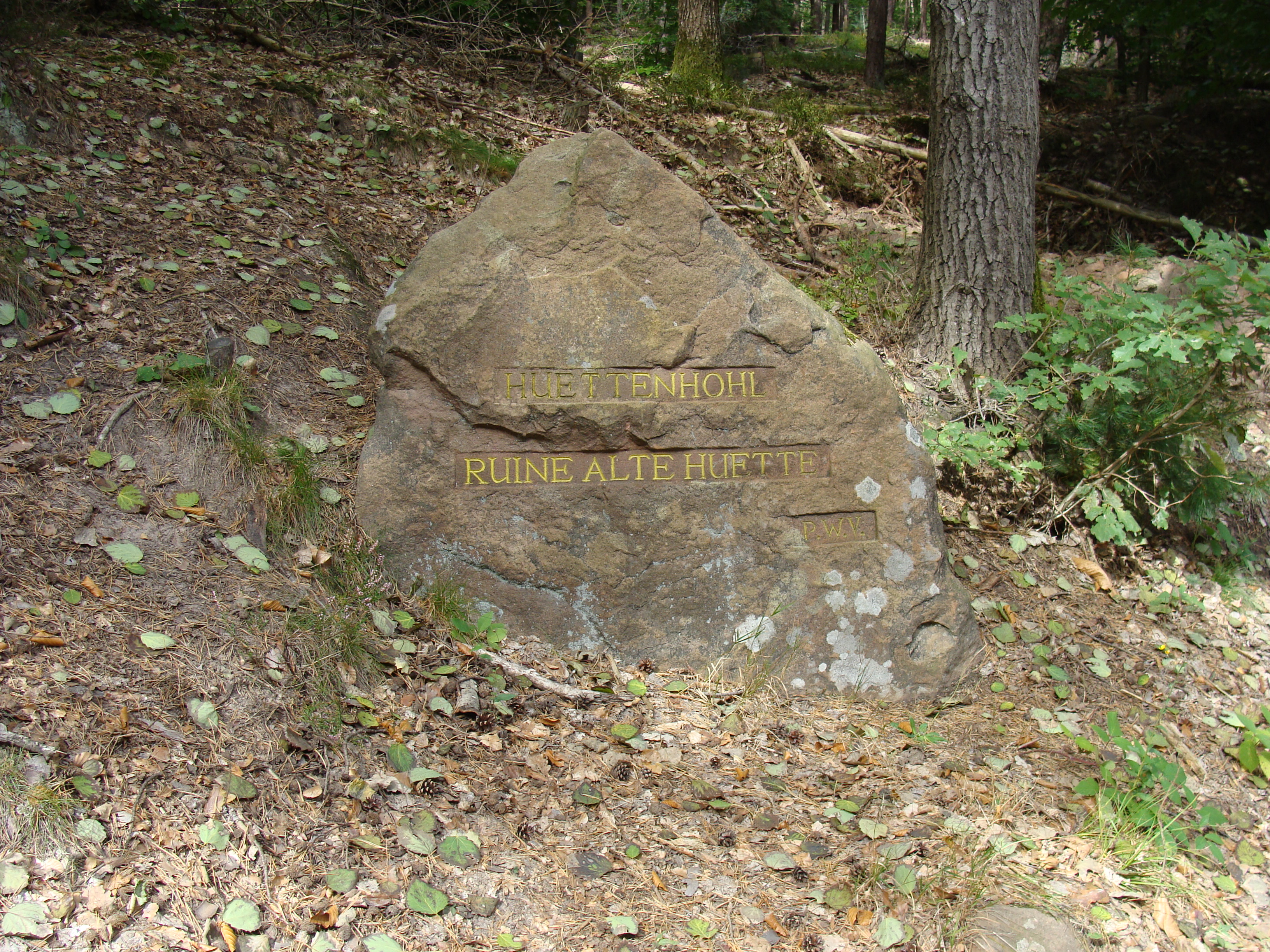
Ritterstein 239:
Huettenhohl – Ruine Alte Huette

Hüttenhohl heißt ein Gebirgspass in der Haardt in Rheinland-Pfalz auf der Grenze der Gemarkungen der Ortschaften Maikammer und Diedesfeld. Dort zweigt auf 476,9 m ü. NHN die Kalmithöhenstraße (Landesstraße 515) von der Totenkopfstraße (L 514) ab; neben dem Abzweig hängt an einem Baum ein Schild unter anderem mit der Aufschrift „479 mtr“ als Höhenangabe. Der Begriff Pass steht hier nicht für die dort aufeinander treffenden Straßen, weil deren Verläufe aus dem Sankt Martiner Tal betrachtet in Richtung Totenkopf und Kalmit weiter ansteigen, sondern auf den Bergsattel zwischen dem Sankt Martiner Tal und dem Finstertal.

## Geographische Lage
Die Hüttenhohl liegt im Biosphärenreservat Pfälzerwald-Vosges du Nord und im Naturpark Pfälzerwald. Sie bildet den Bergsattel zwischen der Kalmit (672,6 m) im Osten, deren Vorgipfel Hüttenberg (620,1 m) im Südosten sowie dem Rotsohlberg (607,1 m) im Westen und dem Schafkopf (616,8 m) im Südwesten. Der Pass ermöglicht den Übergang vom Sankt Martiner Tal im Süden zum Finstertal im Norden.

## Straßen
Aus dem Sankt Martiner Tal führt die Totenkopfstraße (L 514) von Sankt Martin aus über 3,5 km Länge aufwärts zur Hüttenhohl. Von dort führt der Straßenverlauf weiter aufwärts über die nördlichen Hochlagen des Rotsohlbergs und über die dortige Passhöhe Totenkopf (513,7 m) in das 8,5 km entfernte Breitenstein. Auch die an der Hüttenhohl abzweigende Kalmithöhenstraße (L 515) führt von dort (weiter) bergauf. Auf der Passhöhe befindet sich im Wald ein Wandererparkplatz.

## Fließgewässer
Das nördlich der Hüttenhohl gelegene Finstertal mündet in das Kaltenbrunner Tal. Südlich der Hüttenhohl bilden verschiedene Quellen zunächst den Hüttenbach, der sich nach wenigen Kilometern mit dem Woiselbach zum Altbach vereinigt. Der Altbach mündet etwa 5 km vor Speyer als linker Rhein-Nebenfluss in den Speyerbach. Die Quellen und Bäche nördlich der Passhöhe entwässern sich über das Finstertal und Kaltenbrunner Tal noch im Pfälzerwald bei Neustadt in den Speyerbach.

## Geschichte
Am Hüttenhohl kreuzten sich schon Römerstraßen und Altstraßen, wie die Straße von Speyer nach Metz, die im Bereich des Pfälzerwaldes von Sankt Martin kommend weiter über den Totenkopf nach Breitenstein und Esthal bzw. über die Lolosruhe nach Johanniskreuz führten. Von den Römerstraßen gibt es nur noch spärliche Reste in Form von Pflastersteinen, Spurrillen und Hohlwegen. Zudem existieren Reste der Grundmauern einer Hütte, die auf alten Landkarten als „verfallene römische Wachstube“ oder „Wachhütte“ bezeichnet werden, was allerdings nicht gesichert ist. Auf der Passhöhe weist der Ritterstein 239 mit der Aufschrift „Huettenhohl – Ruine alte Huette“ darauf hin.

## Wandern und Schutzhütten
Die Hüttenhohl ist ein zentraler Knotenpunkt (Wegspinne) im Naturpark Pfälzerwald, der auf Wanderwegen über das Sankt Martiner Tal von Süden bzw. von Neustadt an der Weinstraße aus über das Kaltenbrunner Tal und Finstertal erreicht werden kann. Wanderwege führen über den Hüttenberg (620,1 m) zur Kalmit (672,6 m), über den Hahnenschritt (557,9 m) zur Hohen Loog (618,7 m), zum Totenkopf (513,7 m), zum Rotsohlberg (607,1 m), zum Schafkopf (616,8 m) und vorbei an der nicht bewirtschafteten St.-Martiner Hütte zum Hochberg (635,3 m). Nahegelegene bewirtschaftete Schutzhütten des Pfälzerwaldvereins sind die Totenkopfhütte, das Kalmithaus und das Haus an den Fichten.
| Totenkopf Totenkopfhütte Totenkopfstraße              | Finstertal Kaltenbrunnerhütte                        | Hahnenschritt Kalmithöhenstraße |
| Rotsohlberg Lolosruhe                                 |                                                      | Kalmit                          |
| St. Martiner Hütte Edenkobener Hütte am Hüttenbrunnen | St. Martiner Tal Totenkopfstraße Haus an den Fichten | Hüttenberg                      |